# عفة

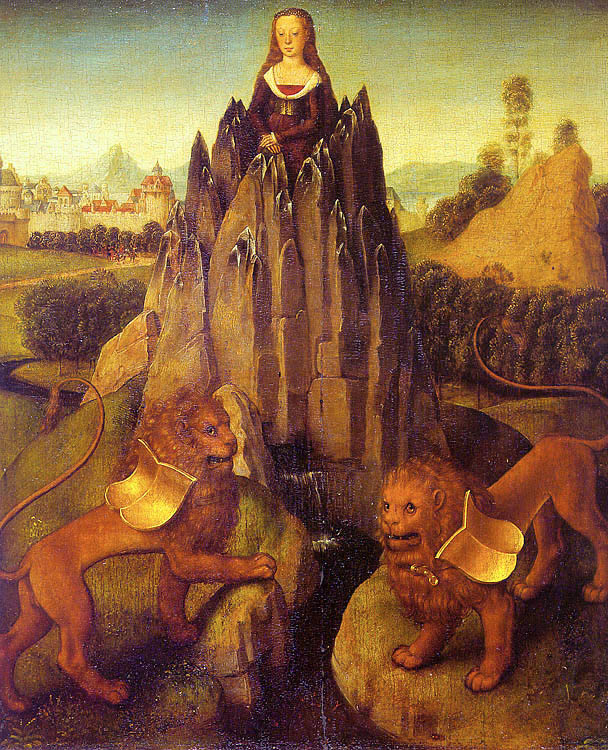

العفّة هي الامتناع والإمساك عن الشهوة وبما في ذلك المجامعة الجنسية والأنشطة الجنسية خارج الزواج. العفة مؤيدة عادةً في أنواع من الاهتمامات الدينية، والأخلاقية والاهتمامات الصحية والاجتماعية. وقد اعتبرها الجاحظ ضمن الأخلاق الفاضلة: "العفة وهي ضبط النّفس عن الشّهوات وقصرها على الاكتفاء بما يقيم أود الجسد ويحفظ صحّته فقط، واجتناب السّرف في جميع الملذّات وقصد الاعتدال".

## العفة قبل الزواج
هناك الكثير من الناس المؤيدين لقصر الجنس في الزواج فقط لأسباب دينية أو أخلاقية، أو مجتمعية ومن أشيع الأسباب هو أن العفة قبل الزواج يجاز بالحسنات. ويتم تربية الأطفال والمراهقين والمُحْتَلِمين العزاب وغير المتزوجين على الامتناع عن الجنس حتى يتزوجوا والتجهز للزواج وحياة مخلصة للزوج أو الزوجة. في الكثير من الثقافات الحالية والقديمة، القاصرون (وخاصةً القاصرات) يتوقع منهم العفة حتى الزواج والإخلاص للزوج أو الزوجة فيما بعد. ولذلك معنى العفة في تلك الثقافات هي الامتناع عن الجنس قبل الزواج.
وبالنسبة للبعض، فإن العفة تدل على الصفاء في الشخصية، بل قد تصل إلى طلب ترك الجنس كممارسة شخصية بين الزوجين! وفي بعض الثقافات يرون أن السبب الوحيد للجنس هو التكاثر.
ذلك الرأي ليس مستخدماً دائماً بنفس المعنى للرجال والنساء: فقد يركز الرأي على النساء كثيراً لأسباب تشريحية، فأحياناً تخضع المرأة لفحص طبي (وأحياناً يكون الفحص علني) قبل الزواج كي يؤكد أن المرأة عذراء. بعض الناس يرون أن العفة الجنسية مركزة لدى النساء لوجود مخاطرة الحمل. بعض الثقافات، دليل عذرية المرأة يكون بالفراش الملطخ بالدم المأخوذة من بكارة المرأة، ويكون ذلك مطلوب في عقد الزواج. بعض الثقافات تعتبر الجنس بدون زواج معاقب بالنبذ من المجتمع أو الإعدام، وأحياناً يعاقب الشخص ولو كان مغتصب أو مغتصبة.

## العفة في الغرب
بعد الحرب العالمية الأولى بدأ ما يسمى بالحرية الجنسية يظهر في المجتمع الغربي، ولكن كانت فكرة العفة قبل الزواج موجودة في الفكر الغربي العام. بنهاية الحرب العالمية الثانية، تراجعت أهمية العفة بسرعة، وخاصةً بعد ظهور القرص الطبي الشفوي المانع للحمل وكذلك العازل الذكري وانتشار وجود المضادات الحيوية ضد الأمراض الجنسية. وبذلك زالت متطلبات العفة من أغلبية المجتمعات الغربية، وفي بعض الأحيان يُتوقع أن يُجرِب الشخص من أي الجنسين ممارسة الجنس قبل الزواج. ولكن بعض المجمعات الثقافية في المجتمع تركز الأهمية في العفة الجنسية في الصفاء الأخلاقي، ولكن العفة والجنس قد دخل في إعادة التفكير الأخلاقي في القرن العشرين.
بعض الخبراء في الاجتماعيات التاريخية وعلم الإنسان قد لاحظوا أن الكثير من الثقافات، مثل بريطانيا الفيكتورية والمناطق القروية في الولايات المتحدة الحديثة، حيث كان المجتمع يهتم بالعفة قبل الزواج قد يكثر فيها الجنس قبل الزواج حيث يكون الجنس بدون جماع ويحفظ العذرية للمرأة.
في بعض الثقافات، ينبذوا المعتدين على عفتهم من المجتمع، ولكن قد يعيد تقبل الشخصين في المجتمع إذا تزوجا. في الغرب، حتى وسط القرن العشرين، كان هناك عار يلحق بالعائلة التي بها طفل من خارج الزواج.

## العفة والدين
العفة تعد من مكارم الأخلاق التي يلتزم بها المتدينون في الكثير من الديانات، مثل الإسلام والمسيحية. وعادةً يُقصد بها تحريم الجنس لغير المتزوجين والوفاء للزوج والزوجة. وفي بعض الديانات يكون هناك جماعة تمارس العفة بمعنى الامتناع عن الجنس تماماً أو الامتناع عن التزوج، مثل الرهبان والراهبات في المسيحية والقسيس في الكنيسة الرومانية الكاثوليكية.

## موقف الإسلام من العفة
يمنع الإسلام العلاقات الجنسية قبل الزواج بل ويُحرمها سواء للرجال أو النساء، كما يمنع ترك الزواج، بل ويشجع على الزواج، لأن فيه وقاية للزوجين من المعاصي، وذلك من خلال أكثر من نص، منها قول النبي -صلى الله عليه وسلم- : «لارهبانية في الإسلام»، وهناك حادثة مشهورة في عصر النبوة أن بعض أصحاب النبي -صلى الله عليه وسلم - قرروا ترك الزواج للاشتغال بالعبادة تماماً، وأن يصوموا طوال حياتهم (كل يوم)، وأن يصلوا كل الليل ولا يناموا، فغضب النبي - صلى الله عليه وسلم- وقال: «أما أنا فإني أصوم وأفطر، وأصلي وأرقد (أي أنام)، وأتزوج النساء، فمن رغب عن سنتي فليس مني».
كما أن الإسلام قد نهى أن ترفض الزوجة طلب زوجها مجامعتها، وأعطى المرأة الحق في طلب الطلاق إن ترك زوجها جماعها مدة معينة. بل وجعل على الجماع بينهما أجراً وثواباً إن كان لنية حسنة، وذلك من خلال قوله - صلى الله عليه وسلم- : «وفي بضع أحدكم صدقة» أي أن الإنسان يكتب له ثواب على جماعه زوجته بنية إعفافها وإعفاف نفسه.

## أنواع العفة
1. العفة عن المحارم وتشمل: ضبط الفرج عن الحرام وكف اللسان عن الأعراض.
2. العفة عن المآثم وتشمل: الكف عن المجاهرة بالظلم وزجر النفس عن الإسرار بالخيانة.

## عوامل تحقيق العفة
1. الإيمان
2. التربية
3. التوعية
4. الاستعانة بالله
5. التشريعات